# Deggenhausertal
Deggenhausertal è un comune tedesco di 4 176 abitanti, situato nel land del Baden-Württemberg.